# Народный роман
«Народный роман» (итал. Romanzo Popolare) — кинофильм итальянского режиссёра Марио Моничелли. Сравнительно поздний образец «комедии по-итальянски».

## Сюжет
Немолодой рабочий Джулио, активист рабочего движения, женится на 17-летней деревенской красавице Винченцине и привозит её в Милан. Через некоторое время у них рождается ребёнок, семья живёт в типичном многоквартирном доме того времени (тонкие стены, уродливый типовой дизайн). Во время уличной демонстрации Джулио «знакомится» с молодым полицейским Джованни. Однажды Джулио уезжает на похороны родственницы Винченцины, во время обратной дороги он видит сон, в котором он застаёт свою жену в объятиях Джованни.
По возвращении домой он застаёт всё таким же, как и было до его отъезда.
Через некоторое время он слышит разговор между женой и Джованни, из которого делает вывод, что полицейский влюблён в Винченцину, но она прогоняет его, хотя говорит, что также влюблена в Джованни.
Воодушевлённый тем, что Винченцина отказала его сопернику, Джулио решает расспросить её о том, что произошло. В ходе разговора с женой Джулио выясняет, что пока он был в отъезде, жена изменила ему. После выяснения отношений супруги решают остаться семьёй, поскольку Винченцина считает свою измену ошибкой, сделала свой выбор и хочет остаться с мужем.
Всё налаживается, хотя чувство ревности не отпускает Джулио.
Через некоторое время Джулио получает анонимное письмо, в котором неизвестный сообщает, что у Винченцины есть любовник-полицейский, и все об этом знают. Джулио начинает подозревать всех друзей в том, что они знают об измене Винченцины. Он со скандалом выгоняет жену из дома.
Затем он направляется домой к полицейскому Джованни и там выясняет, что записки отправлял именно тот, чтобы рассорить Джулио с женой. Винченцина, которая находилась в это время в соседней комнате, слышит их разговор и сбегает с ребёнком от обоих мужчин.
Прошло несколько лет. Джулио вышел на пенсию, Винченцина стала успешной и независимой женщиной, сделала карьеру и стала мастером на фабрике готовой одежды, новые отношения у неё не заладились. Джованни перевели в другой полицейский участок, и он женился на другой женщине. В финальной сцене пожилой холостяк Джулио встречает сына из школы и спрашивает, что ответила мама на его просьбу приходить обедать по субботам. Голос Винченцины за кадром говорит, что она согласилась, но только не каждую субботу, а через одну.

## Награды
- 1975 — Премия «Давид Донателло» за лучший сценарий (Адже и Скарпелли).

## Достоинства фильма
Фильм целиком принадлежит социальному контексту 1970-х годов и интересен прежде всего актёрским дуэтом Уго Тоньяцци — Орнелла Мути (Микеле Плачидо, в дальнейшем прославившийся как исполнитель роли комиссара Каттани в сериале «Спрут», выглядит куда как более бледно).